# Trace Decay (Westworld)
"Trace Decay" es el octavo episodio de la serie de televisión de HBO, Westworld. Fue emitido por primera vez el 20 de noviembre de 2016.
El episodio fue muy bien recibido por parte de los críticos.

## Producción
"Trace Decay" fue escrito por Charles Yu y por su cocreadora Lisa Joy, y dirigido por Stephen Williams.

### Música
En una entrevista, el compositor Ramin Djawadi habló sobre la canción "Reverie" de Debussy, que fue utilizada por Ford para calmar a un anfitrión, cuando éste no estaba respondiendo a los comandos verbales. Dijo: "La música está siendo controlada y se está eligiendo por una razón". Djawadi continuó diciendo: "El gran poder de la música es que algo sucede inconscientemente cuando escuchas una pieza musical, incluso si no le prestas toda su atención. Simplemente nos hace algo que nada más lo puede hacer".
Back to Black de Amy Winehouse y House of the Rising Sun de The Animals fueron interpretados en este episodio.

## Recepción

### Audiencias
El episodio fue visto por 1.78 millones de personas en Estados Unidos durante su primera emisión.

### Respuesta crítica
"Trace Decay" recibió críticas muy positivas de los críticos. El episodio tiene una puntuación del 94% en Rotten Tomatoes y una calificación de 8.2/10, basado en 18 comentarios. El consenso del sitio dice: "Al proporcionar a sus personajes principales abundantes capas de contexto, 'Trace Decay' de Westworld comienza a reunir los elementos de los orígenes del parque y prepara el escenario para lo que seguramente será una conclusión emocionante".
Terri Schwartz, de IGN, revisó el episodio de manera positiva, diciendo: "Si bien Westworld no ofreció ninguna resolución real a algunas de sus preguntas más importantes, las comentó de una manera interesante y ofreció mucho más contexto a personajes como Maeve y el Hombre de Negro". Ella le dio una puntuación de 8.7/10. Scott Tobias, de The New York Times, escribió en su reseña del episodio: "Thandie Newton se ha convertido en Yul Brynner en el mundo original de Westworld, un robot empeñado en la destrucción, solo que infinitamente más inteligente y más astuto. Su liberación también es del espectáculo". Zack Handlen de The A.V Club escribió en su revisión: "Con dos episodios restantes en la primera temporada, la acción se está juntando y las apuestas están aumentando, y aún quedan elementos cruciales para nuestra comprensión". Le dio al episodio una B.
Liz Shannon Miller, de IndieWire, escribió en su crítica: "No podemos esperar giros importantes cada semana, pero si bien 'Trace Decay' parecía estar estancado, tal vez podría haber impulsado cosas. Sin embargo, es una queja menor". Ella le dio al episodio una B+. James Hibberd, de Entertainment Weekly, escribió en su crítica: "Solo quedan dos episodios más, casi todos han sido capturados o están en proceso de estarlo, ¡y el pobre Bernard no recuerda nada! ¿Cómo terminará?". Erik Kain, de Forbes, escribió: "¿A dónde va todo? No lo sé, honestamente. Lo que sí sé es que no puedo esperar para averiguarlo. Sin duda, Westworld es la mejor cosa en televisión en este momento".